# Castellaneta
Castellaneta (v místním dialektu Castlànet) je město v jihoitalské provincii Taranto v oblasti Apulie.

## Dějiny
Oblast, kde nyní leží Castellaneta, byla osídlena už v době bronzové, tj. ve 3. až 2. tisíciletí př. n. l. Později zde pobývaly kmeny Sikulů, Messapiů či Japygů.
V roce 550 bylo v místě údajně založeno opevněné město (latinsky: Castania), jehož význam a velikost narůstaly, když se do něj uchýlili uprchlíci před nájezdy Saracénů. Podle jiné verze ale šlo o řeckou kolonii, která existovala až do 8. století, než ji Saracéni zničili a její obyvatelé se přesunuli do Castellum Unitum (Spojeného hradu) v horách.
Nehledě na to, jaký je skutečný původ názvu, Castellaneta vznikla a v roce 1064 byla dobyta Normany, kteří z města vypověděli byzantské obyvatele. Biskupství bylo založeno zhruba v té době. Ve 13. století bylo město Karlem z Anjou prohlášeno za královské.

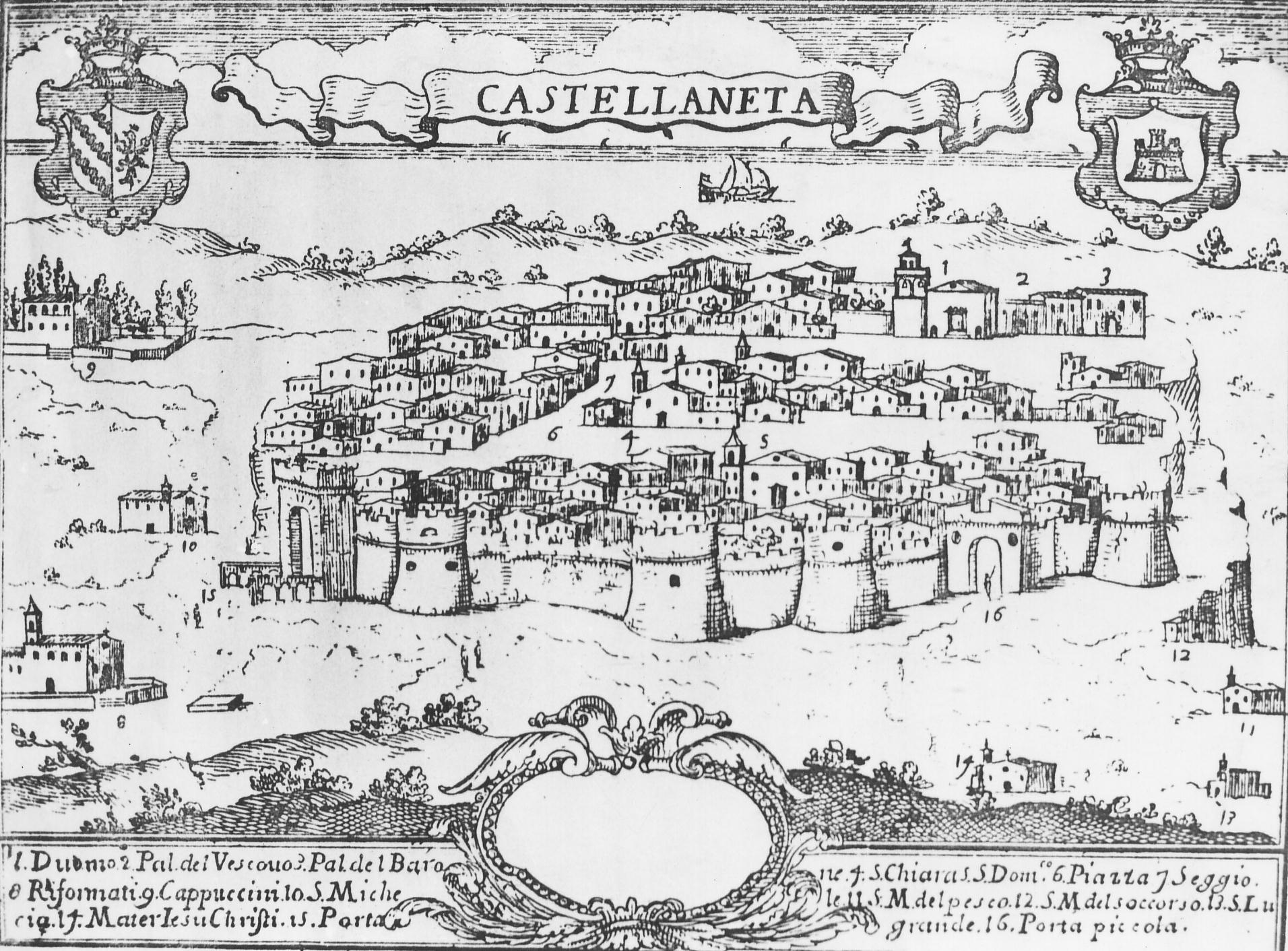
Castellaneta kolem roku 1700

V roce 1503 v průběhu italských válek obyvatelé z města vyhnali francouzská vojska pod vedením vévody z Nemours v události, která dostala název Sacco di Castellaneta. Utlačování francouzskými okupanty obyvatelé Castellanety nemohli snášet a s pomocí malé skupiny španělských vojáků v noci přepadli francouzský tábor ve městě. Překvapení Francouzi se nezmohli na odpor a z města utekli. K události došlo v oblasti kolem katedrály, hlavně v uličce Sacco. Vévoda z Nemours sice sbíral síly na znovuobsazení města a hrozil jeho vypálením, ale tlak Španělů na jiná města v okolí nakonec tohoto osudu Castellanetu uchránil. Město si tímto kouskem vysloužilo titul Fidelissima Civitas.
V roce 1519 se ale dostalo do majetku vlámské šlechty a jeho význam se propadl.
V roce 1860 se město připojilo k sjednocenému italskému království, sloužilo ale i jako místo úkrytu pro některé briganti, kteří v jižní Itálii bojovali proti sjednocení. Nejslavnějším z nich byl Antonio Locaso zvaný „il Crapariello“, popravený v Castellanetě v roce 1863.
V obou světových válkách Castellaneta zaznamenala množství ztrát na lidských životech, které připomíná památník ve městě. Za druhé světové války ustupující Němci město ostřelovali a způsobili smrt 27 lidí, převážně civilistů včetně žen a dětí, kteří slavili v centru města příchod osvoboditelů. Za tuto událost byla po válce městu udělena bronzová medaile za občanskou statečnost.
7. února 1985 došlo ve Verdiho ulici k sesuvu půdy, který způsobil smrt 34 lidí. Jejich osud připomíná památník vybudovaný společně s novou koncertní síní a městskou knihovnou.

## Hospodářství
Základem hospodářství v Castellanetě a okolí je zemědělství. Kraj je významným producentem vína a ovoce, zvláště klementinek. Ze zdejších oliv se vyrábí olivový olej Olio Terre Tarentine („Olej tarentské země“). Dalšími významnými komoditami jsou pšenice a pícniny.
Dalším důležitým zdrojem příjmů pro oblast je turismus. Nejlákavější turistickou oblastí je Castellaneta Marina, rozkládající se podél 9 km dlouhého pobřeží. Čtvrť je také místem luxusních sídel známých osobností (např. herečky Sofie Lorenové), její místní jména (jména ulic apod.) připomínají období 60. let jmény tehdejších politiků a zvláště úspěchů v dobývání vesmíru – jsou zde např. ulice pojmenované po měsíčních útvarech, kosmonautech Gagarinovi či Armstrongovi či kosmických lodích a družicích Sojuz, Viking.

## Pamětihodnosti

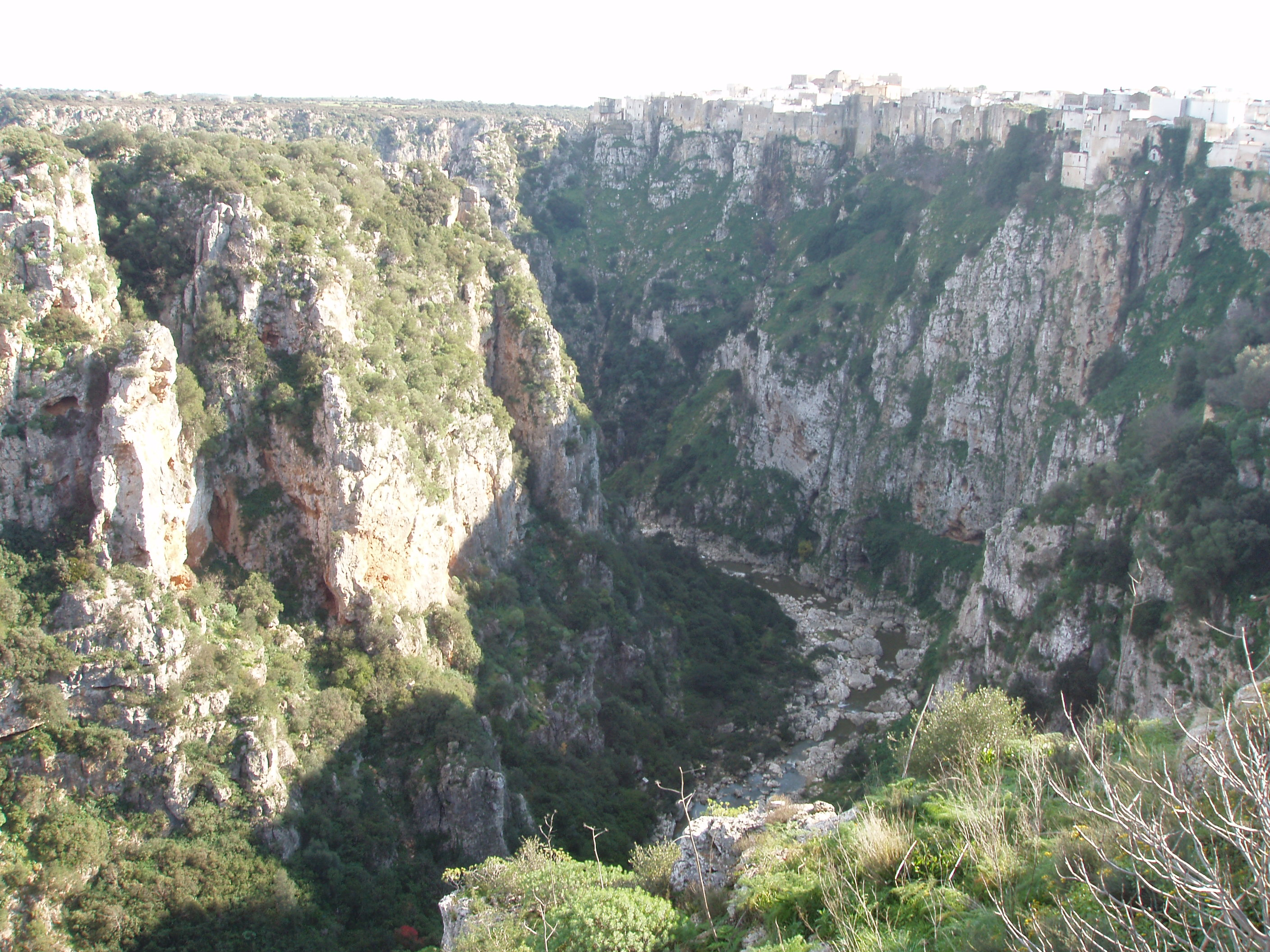
Gravina Castellaneta

- Katedrála (chrám sv. Mikuláše, Chiesa di San Nicola) byla postavena v roce 1220 a v 18. století zcela přestavěna v barokním slohu. Přiléhá k biskupskému paláci, obě budovy jsou hodnotně umělecky vyzdobeny. Gotická zvonice.
- Kostel sv. Dominika (San Domenico) s renesančně-barokní fasádou
- Kostel sv. Františka z Assisi (San Francesco d’Assisi), postavený v roce 1471
- Kostel sv. Marie z Luce (Santa Maria della Luce) ze 13. století, jeden z nemnoha příkladů gotické architektury v oblasti. Unikátní fresky.
- Gravina Castellaneta, skalní město, jeskyně v minulosti osídlené, některé užívané k liturgickým účelům
- Frazione (městská část) Castellaneta Marina, rekreační oblast kolem mořského pobřeží.

## Osobnosti
- Rudolph Valentino (1895–1926), americký herec a místní rodák

## Galerie

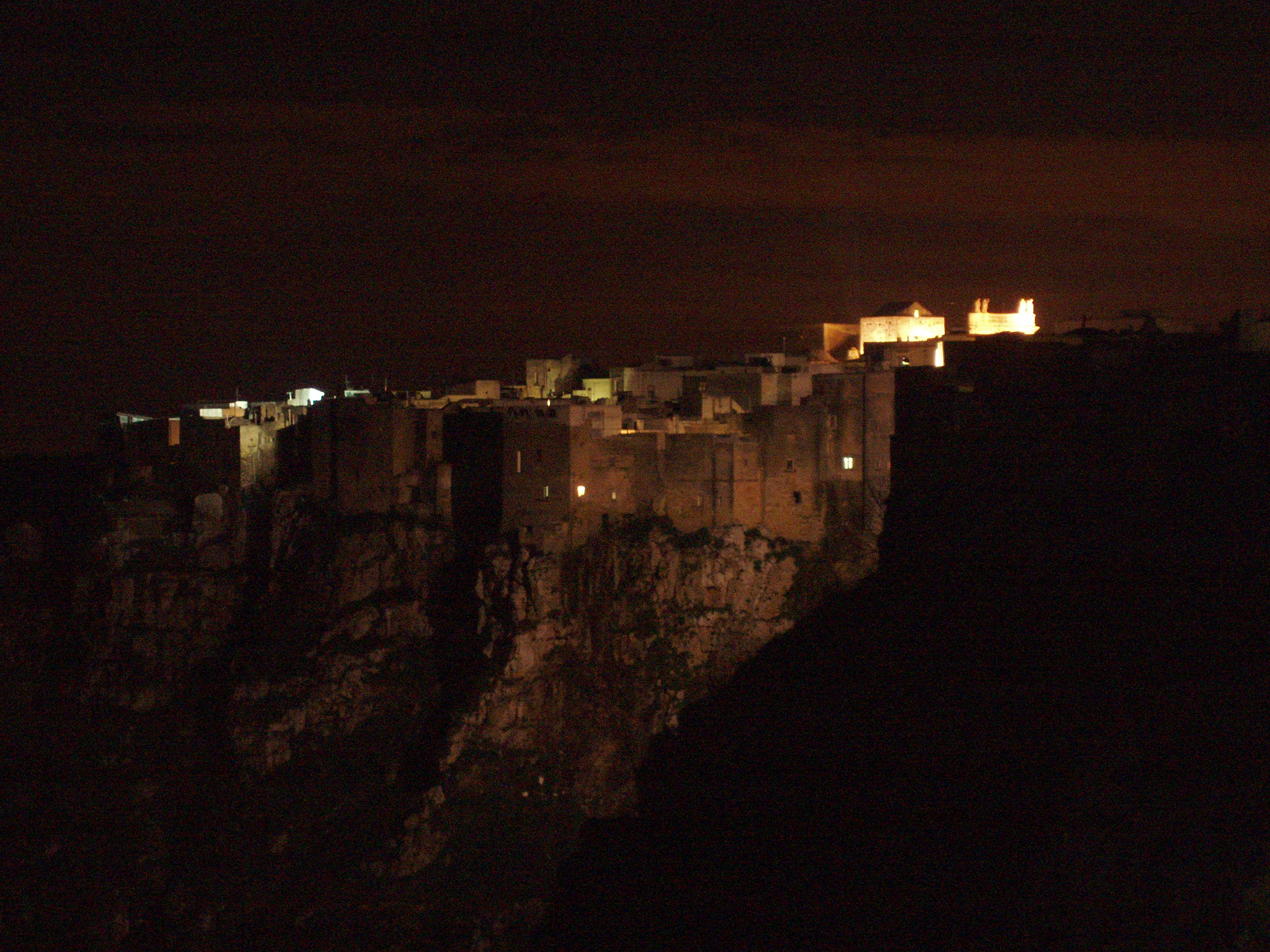
Noční pohled na historické centrum
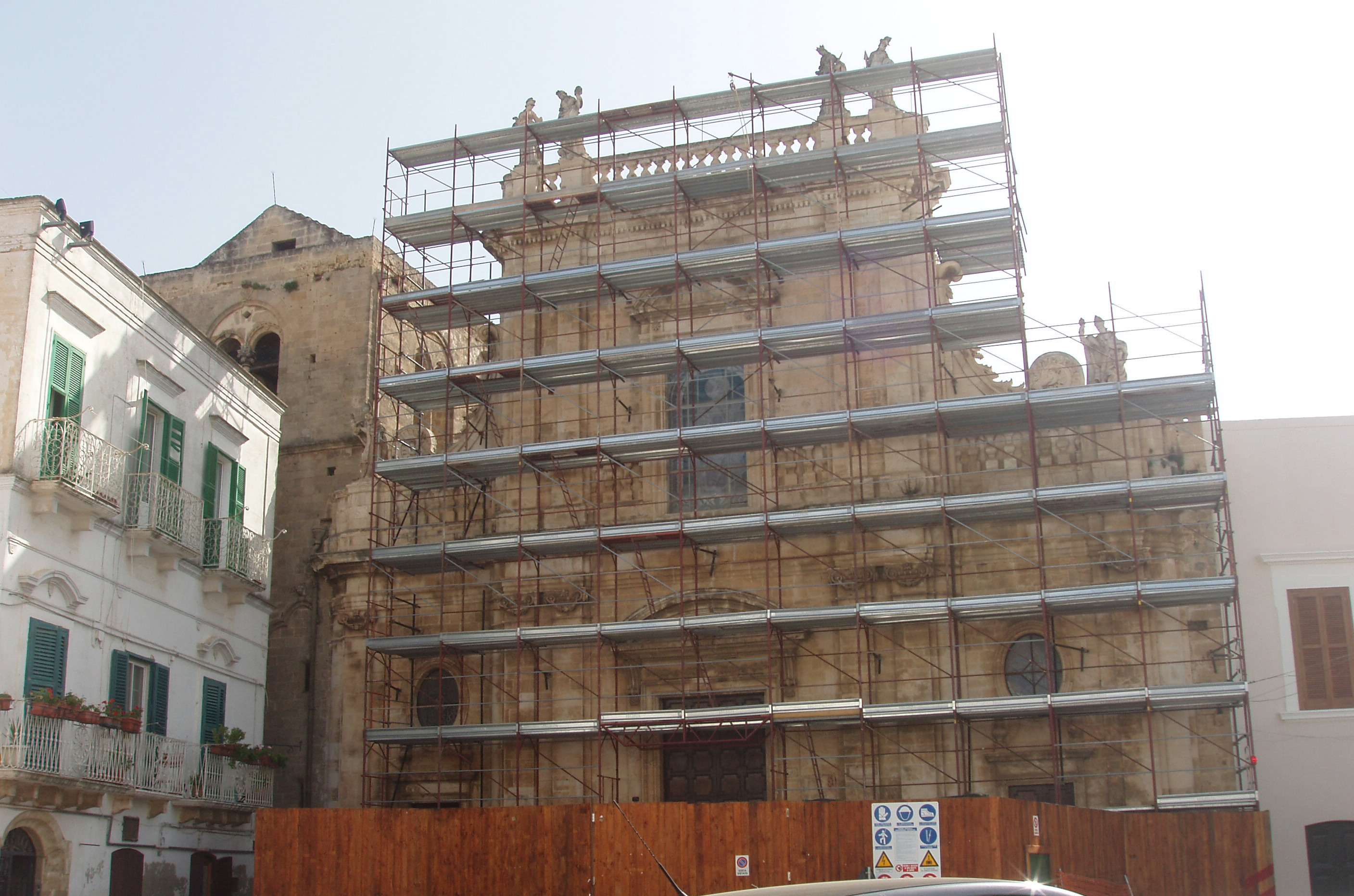
Katedrála sv. Mikuláše při rekonstrukci průčelí
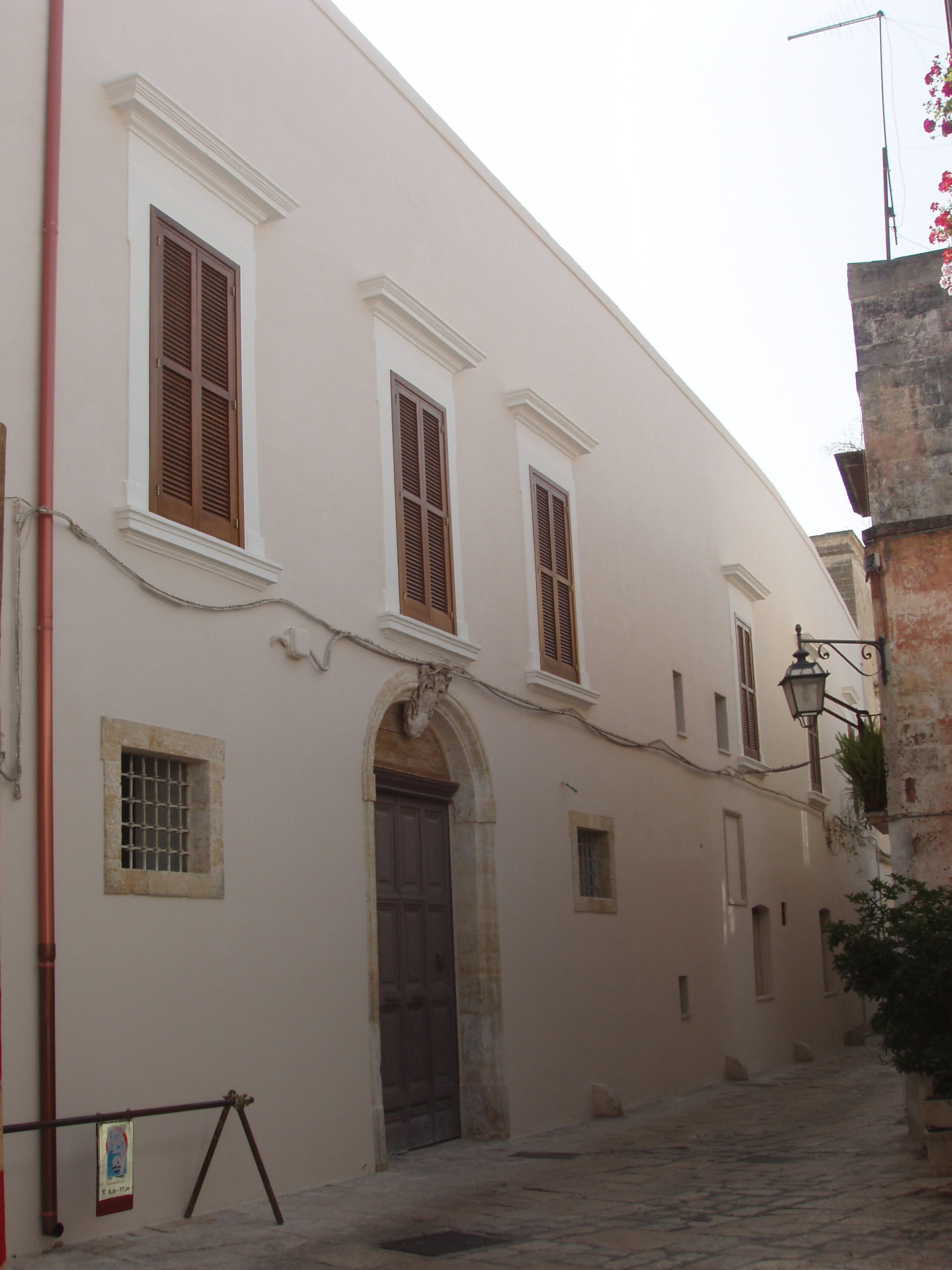
Biskupský palác
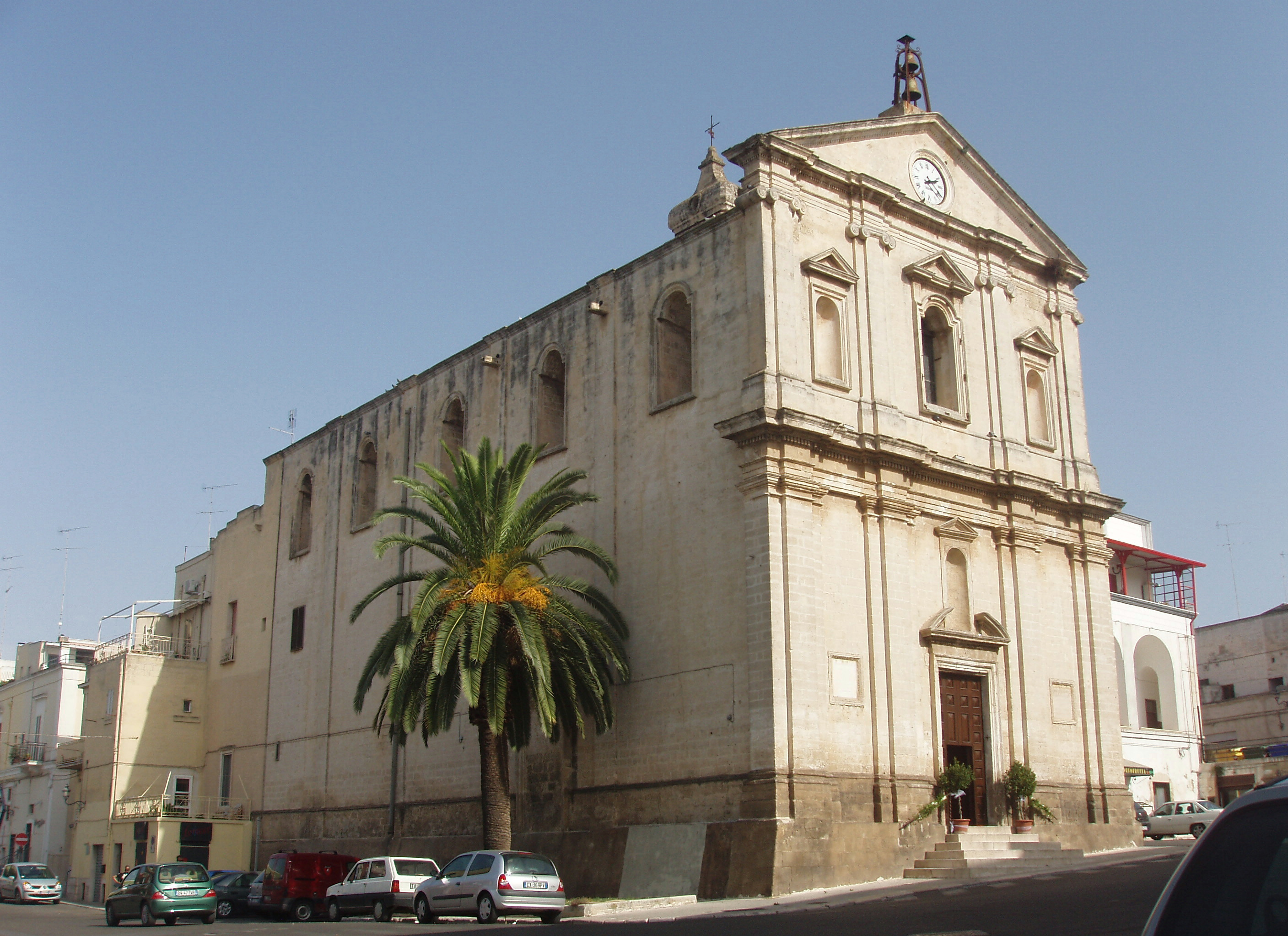
Kostel sv. Michala
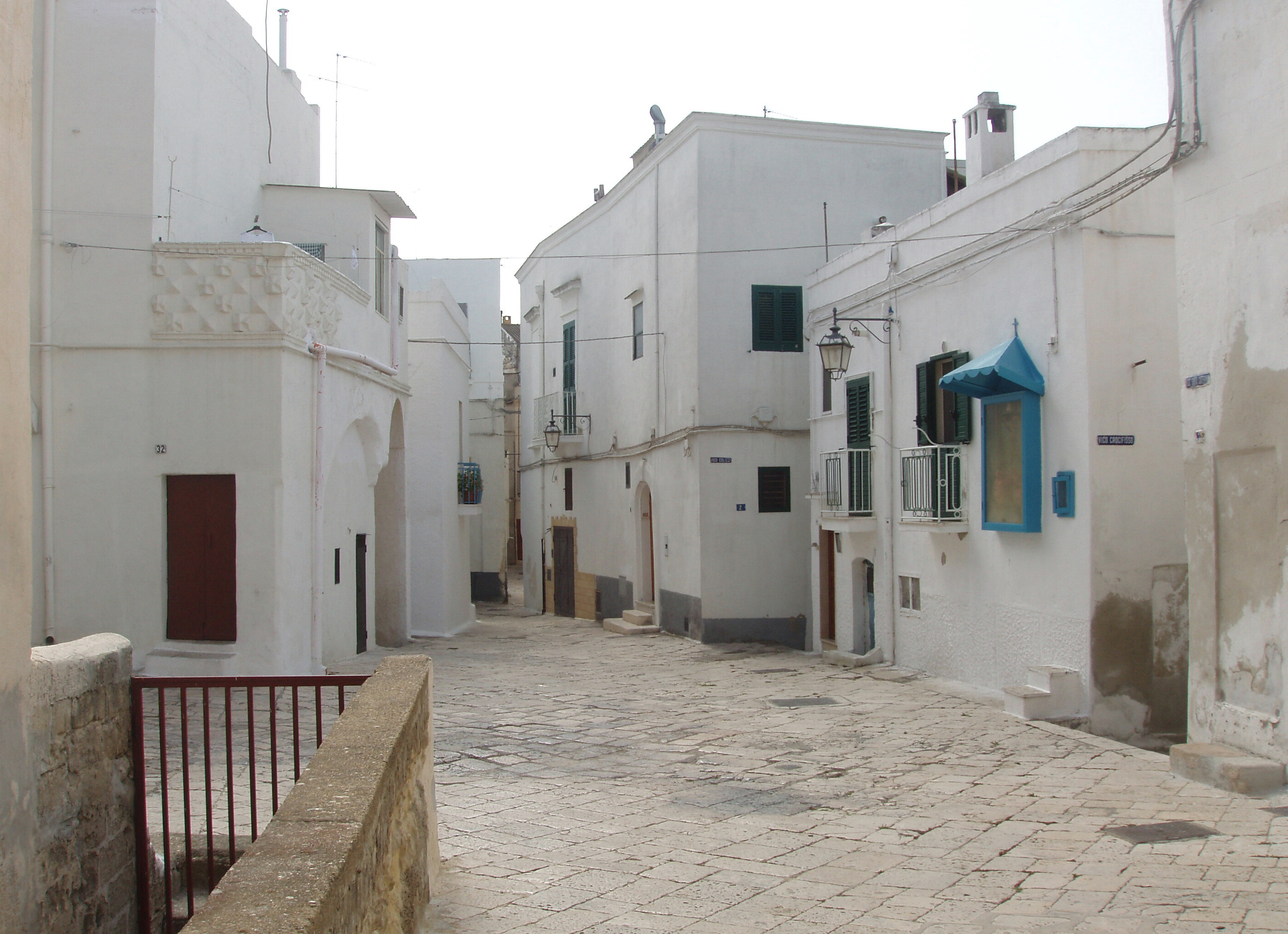
Ulice la Marina v historickém centru
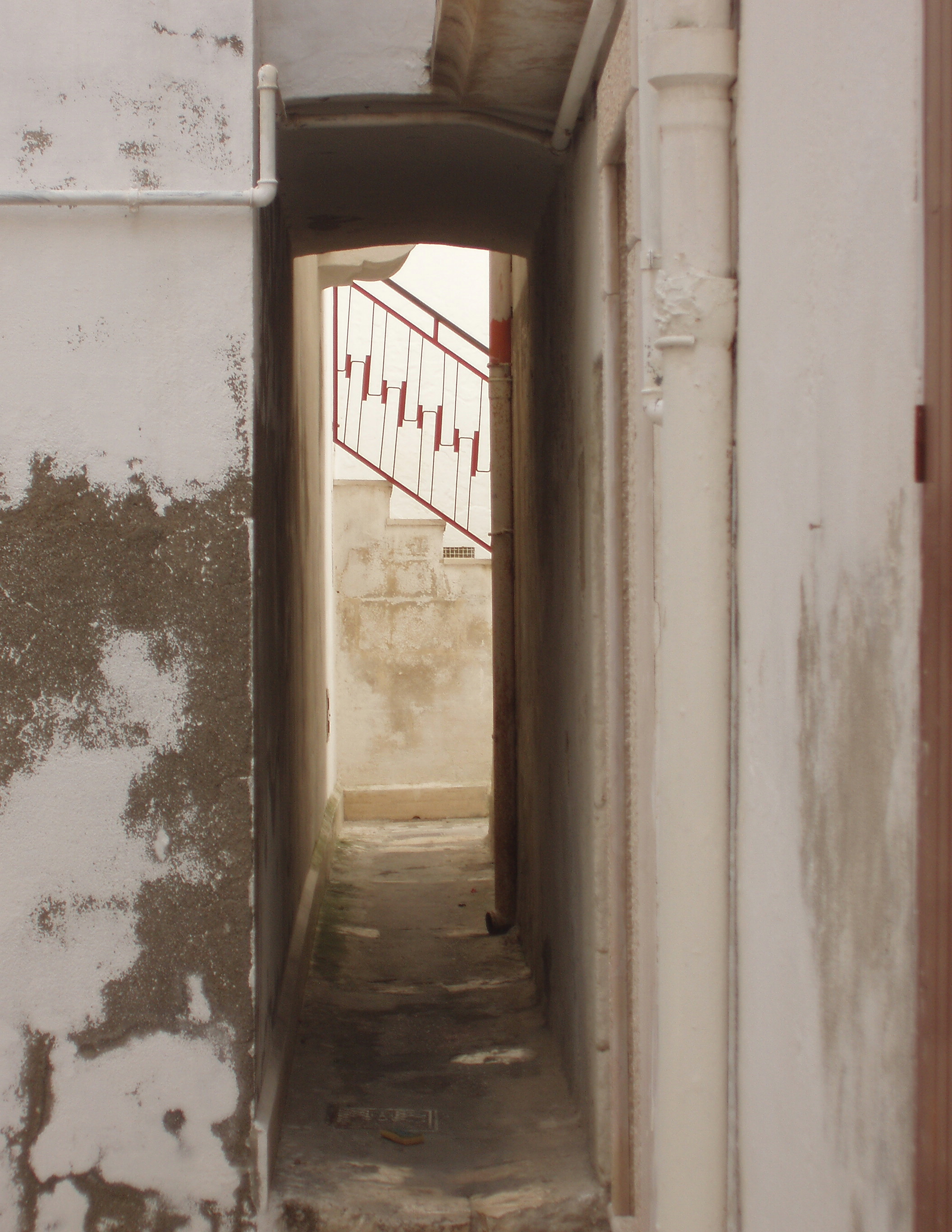
Ulička Sacco v historickém centru, místo událostí Sacco di Castellaneta v roce 1503
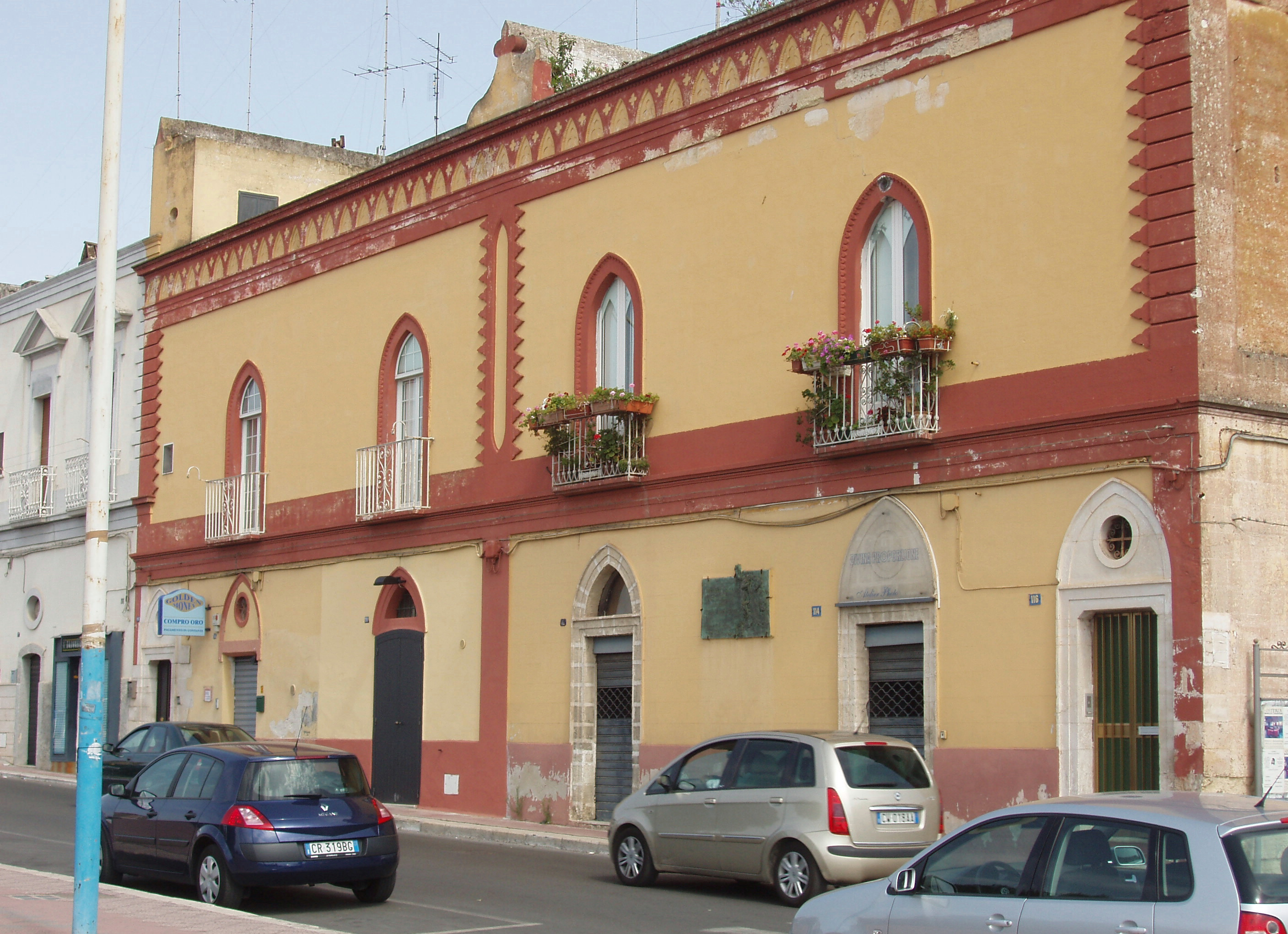
Valentinův rodný dům
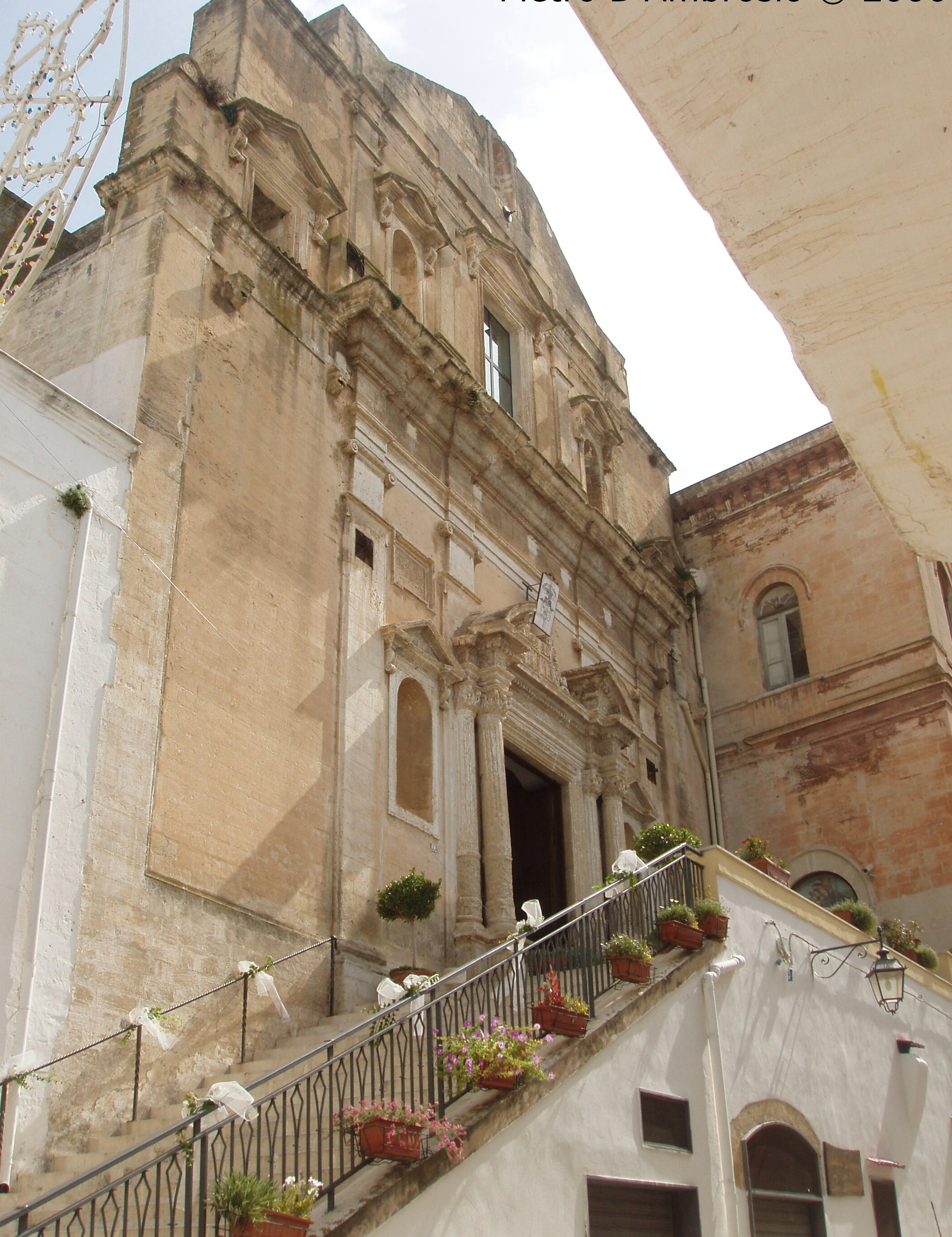
Kostel sv. Dominika
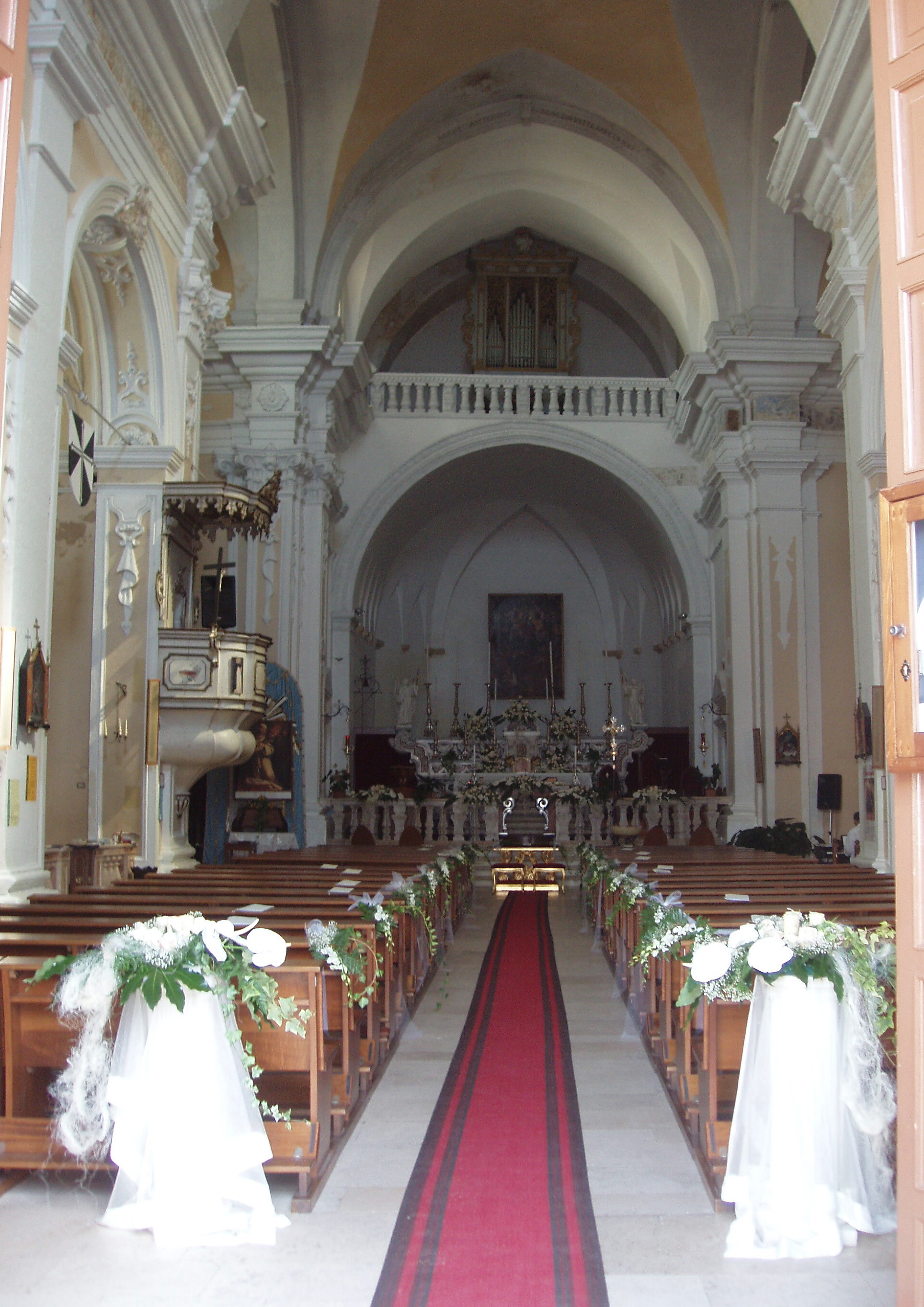
Interiér kostela sv. Dominika
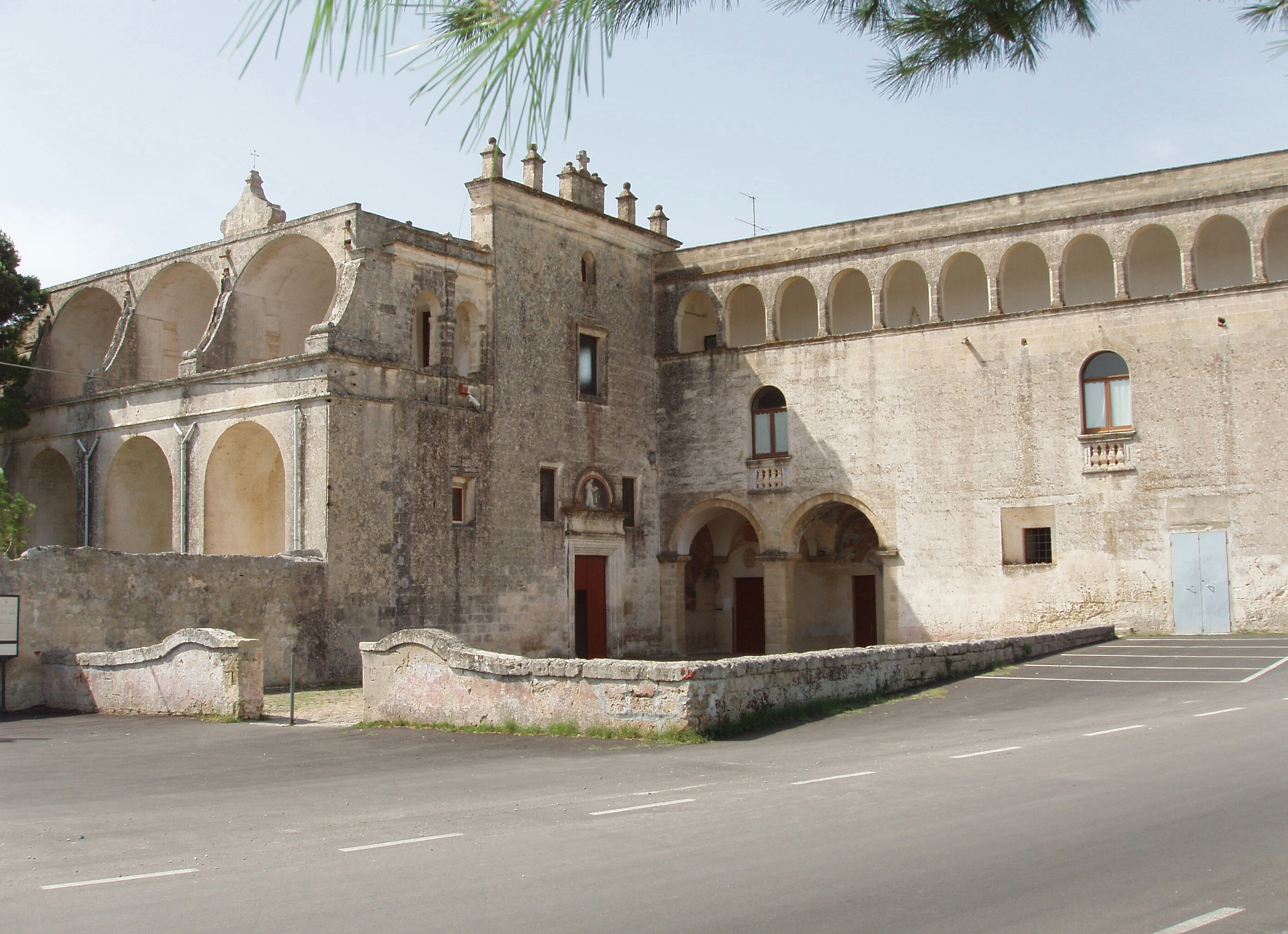
Kostel a klášter sv. Františka
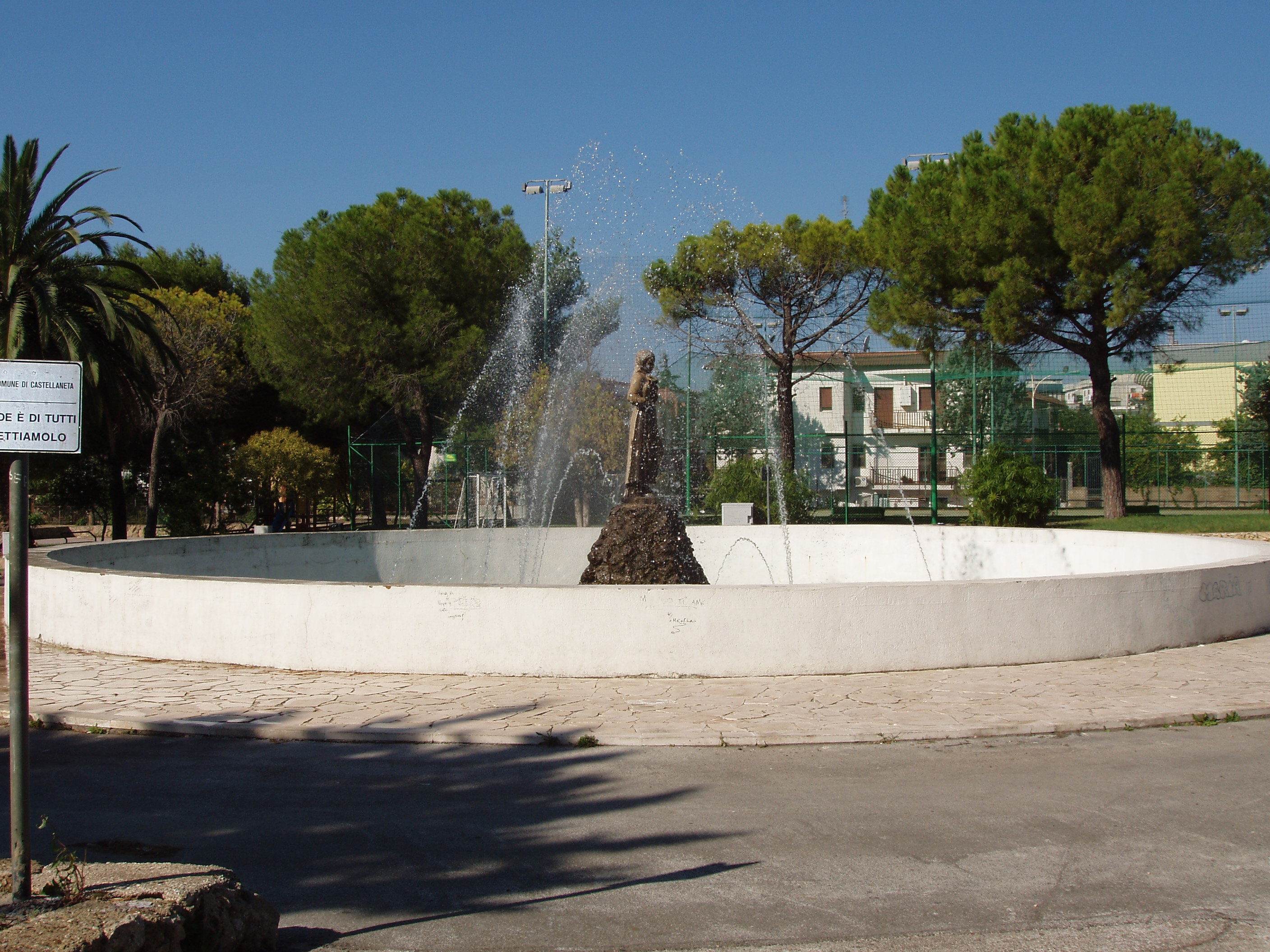
Fontána u vily Gasperiů
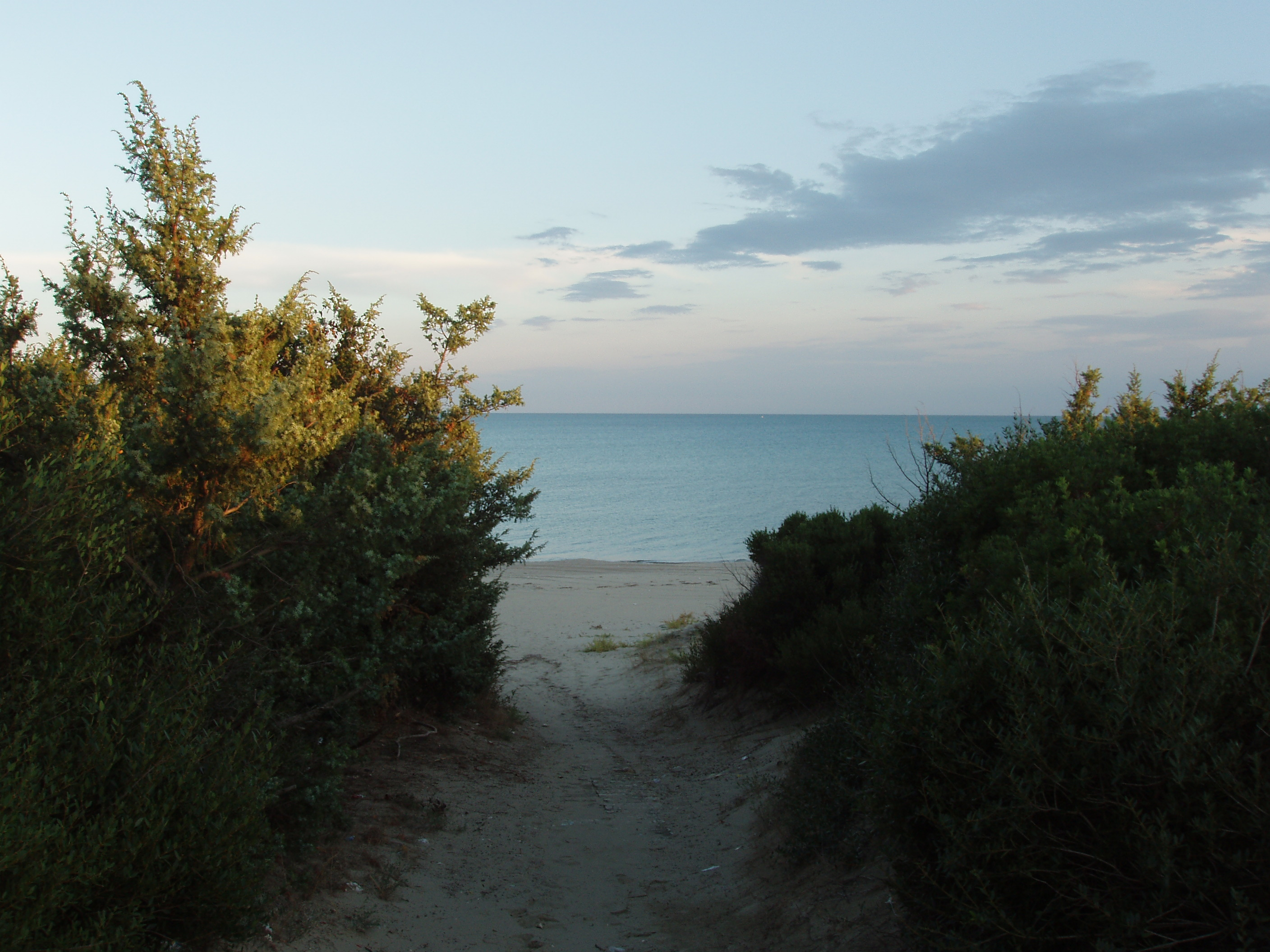
Výhled na moře ve čtvrti Castellaneta Marina
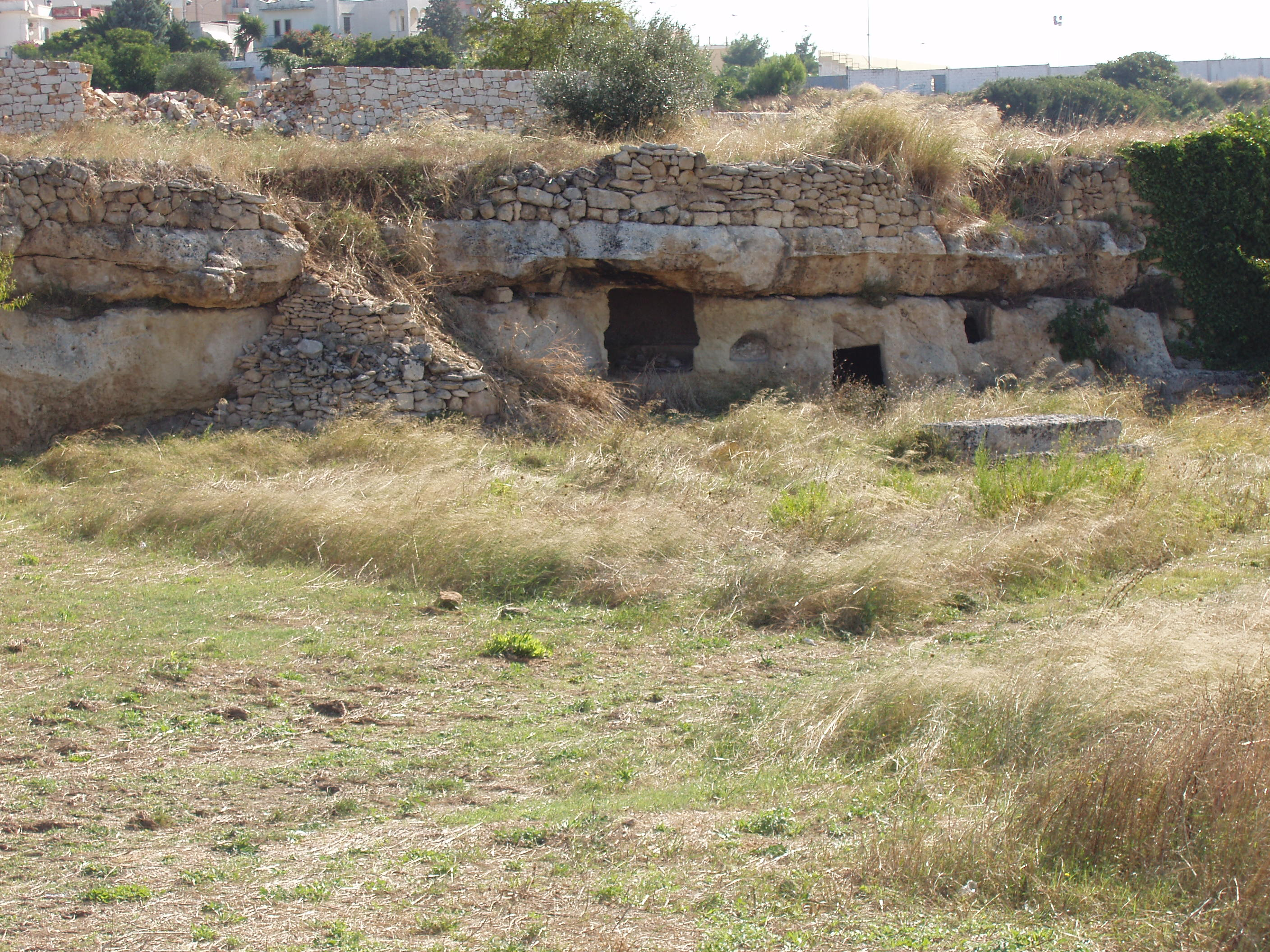
Vstupy do jeskyní ve skalním městě Castellaneta